# Open Font Library
Open Font Library o Font Library és un lloc web destinat a l'allotjament de fonts sota llicència lliure. També encoratja al seu desenvolupament col·laboratiu, a la manera dels programes lliures. És un projecte paral·lel a Open Clip Art Library, del qual agafa els seus principis. La iniciativa llançada l'any 2006, va permetre obrir un lloc web l'any 2008, que va evolucionar poc, fins a la seva presentació al Libre Graphics Meeting de 2011 a Montréal. El 2016, comptava amb més de 6000 fonts i més de 250 contribuïdors.